# Neochen jubata
Neochen jubata là một loài chim trong họ Vịt.